# Stazione di Hieizan Sakamoto
La stazione di Hieizan Sakamoto (比叡山坂本駅?, Hieizan Sakamoto-eki) è una stazione ferroviaria della città di Ōtsu, nella prefettura di Shiga in Giappone. La stazione è gestita dalla JR West e serve la linea Kosei sulla sponda occidentale del lago Biwa.

## Linee
JR West
■ Linea Kosei

## Struttura
La stazione è costituita da due marciapiedi laterali con 2 binari su viadotto. 
Per quanto riguarda il traffico, per tutto il giorno alla stazione fermano circa 4 treni all'ora con rinforzi alle ore di punta.
| 1 | ■ Linea Kosei | per Katata, Ōmi-Imazu e Tsuruga |
| 2 | ■ Linea Kosei | per Yamashina, Kyoto e Ōsaka    |

## Stazioni adiacenti
| «           | Servizio        | »           |
| Linea Kosei | Linea Kosei     | Linea Kosei |
| ----------- | --------------- | ----------- |
| Karasaki    | Locale          | Ogoto-onsen |
| Ōtsukyō     | Rapido          | Ogoto-onsen |
| Ōtsukyō     | Rapido Speciale | Katata      |